# Neustadt in Europa

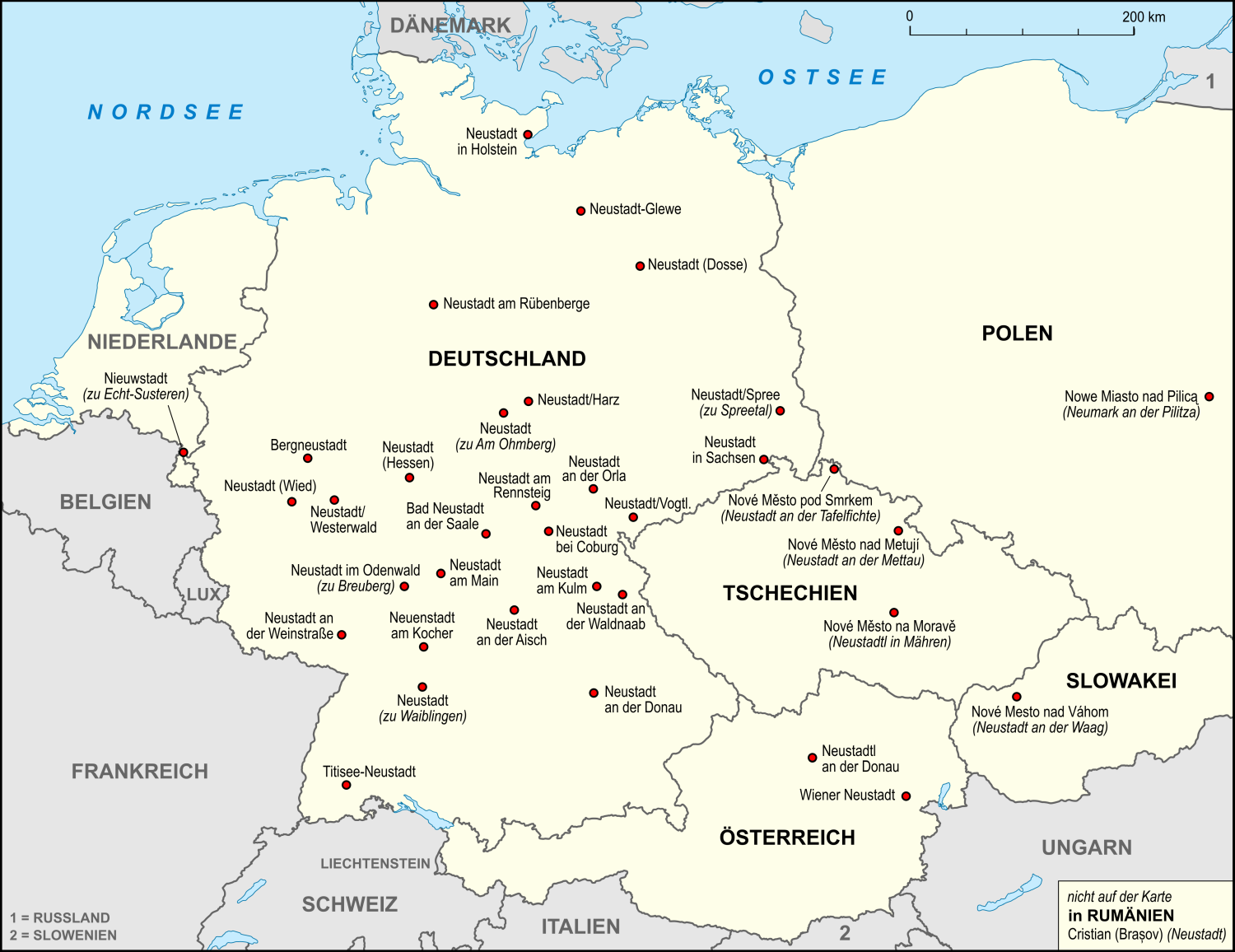
Mitglieder von „Neustadt in Europa“

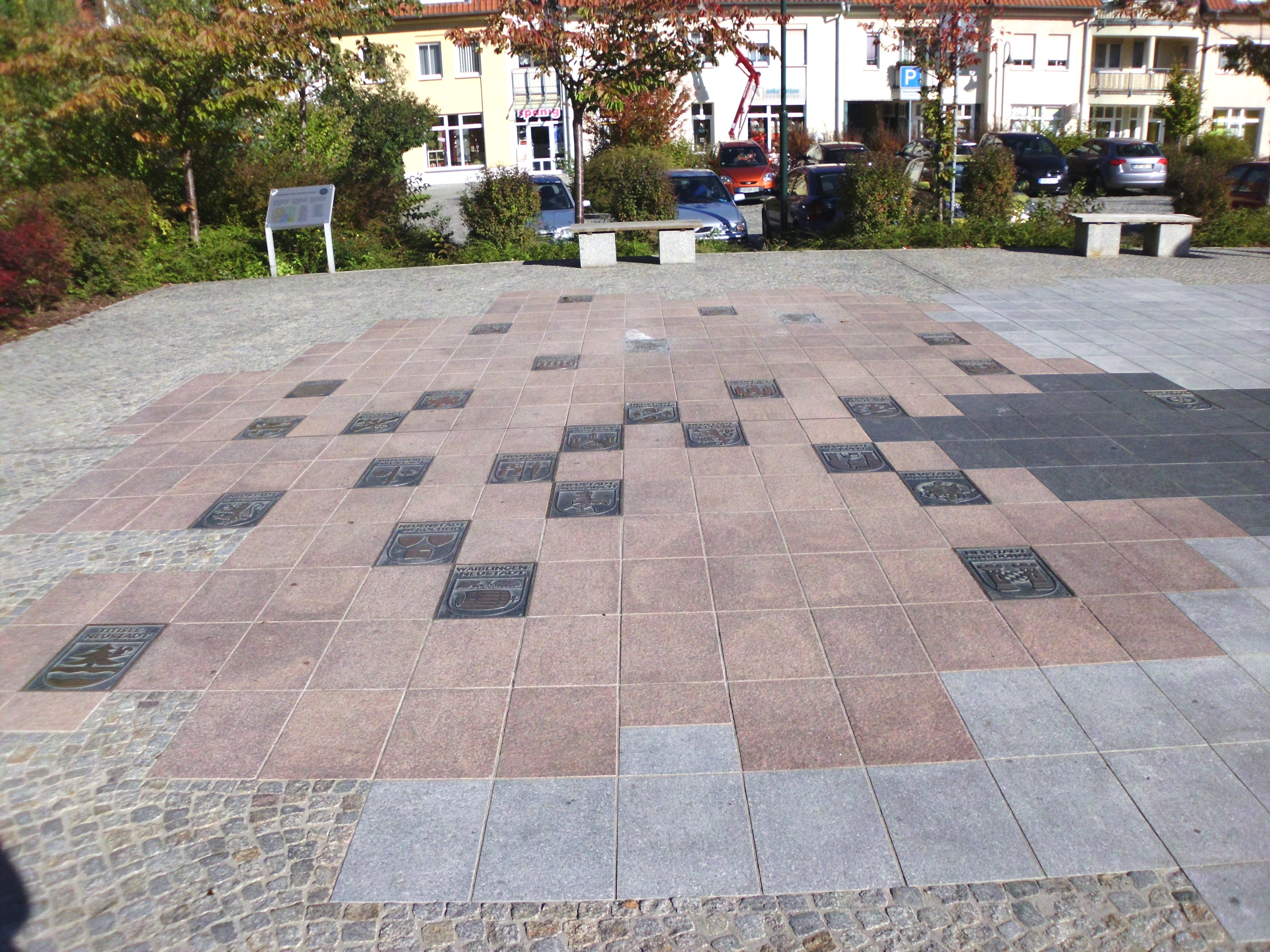
In den Boden eingelassene Tafeln der Neustadts in Europa in Neustadt in Sachsen (Stand 2005)

Neustadt in Europa ist die größte Städtefreundschaft in Europa und umfasst 36 Städte, Gemeinden und Ortsteile mit dem Namen „Neustadt“ in sieben mitteleuropäischen Ländern, davon 27 in Deutschland, zwei in Österreich, drei in der Tschechischen Republik, eine in Polen, eine in den Niederlanden, eine in der Slowakischen Republik und eine in Rumänien. „Neustadt in Europa“ ist die größte internationale kommunale Werbegemeinschaft („Werbung auf Gegenseitigkeit“). Derzeit haben die Mitgliedskommunen zusammen knapp 450.000 Einwohner (Stand: Mai 2019).

## Entstehung
1954 hatte die Stadt Neustadt an der Weinstraße die Bürgermeister von Städten namens „Neustadt“ zu einer Begegnung eingeladen. Der gute Vorsatz aller Beteiligten, diese Begegnung 1955 in Neustadt (Holstein) und dann weiter jährlich fortzuführen, blieb ein Wunschtraum.
25 Jahre später, 1979, wurde auf Veranlassung des damaligen Bürgermeisters Paul Goebels zum Hohntorfest in Bad Neustadt an der Saale in einem „zweiten Anlauf“ zu einem „Neustadt-Treffen“ eingeladen. Aus 16 „Neustädten“ waren offizielle Delegationen gekommen. Bereits ein Jahr später traf man sich wieder in Neustadt an der Aisch.
Zum 3. Neustadt-Treffen 1982 in Neustadt an der Waldnaab berief die gastgebende Stadt erstmals eine Bürgermeisterrunde als Diskussionsforum ein. Diese gründete einen Koordinierungsausschuss und wählte Hans Schreyegg aus Neustadt a.d. Waldnaab zum Vorsitzenden. Dieses Gremium sollte durch gezielte Aktionen dafür sorgen, dass die Idee nicht zum Betriebsausflug der Stadträte verkümmert, sondern die Neustadt-Bewegung auf eine breite Basis, auch in der Einwohnerschaft, gestellt wird.

## Ziele und Tätigkeiten
Ziel der Arbeitsgemeinschaft ist die Förderung des Fremdenverkehrs und von Handel und Gastronomie in den Städten und Gemeinden Neustadt sowie vor allem die Förderung zwischenmenschlicher Beziehungen unter allen Neustädtern über die Ländergrenzen hinweg.
Die Gemeinschaft veröffentlicht Werbematerial und gibt den Neustadt-Prospekt sowie den Neustadt-Pass heraus. Der Neustadt-Pass ermöglicht Interessierten, Neustadt-Botschafter zu werden (Urkunde, Geschenk und jährliche Urlaubsverlosung). 2010 erschienen ist das Koch- und Backbuch „Sterneküche“ mit Rezepten aus den Mitgliedsgemeinden, 2011 wurde ein großer Farbprospekt aufgelegt, der in vier Sprachen die Städte Neustadt in Wort und Bild vorstellt.
Die Gemeinschaft veranstaltet jährliche dreitägige Neustadt-Treffen mit bis zu 1000 offiziellen Teilnehmern. Das jeweilige Programmangebot zieht jeweils tausende von Besuchern an. Die Veranstaltungsorte der letzten Jahre waren:
- 2001: Nové Město nad Metují (Neustadt an der Mettau – Tschechien)
- 2002: Neustadt (Dosse)
- 2003: Neustadt am Kulm
- 2004: Neustadt am Rennsteig
- 2005: Neustadt (Sachsen)
- 2006: Neustadt bei Coburg
- 2007: Neustadt in Holstein
- 2008: Neustadtl an der Donau (Österreich), 30. Neustadt-Treffen
- 2009: Neustadt/Spree
- 2010: Nové Město na Moravě (Neustadt in Mähren – Tschechien)
- 2011: Neustadt (Hessen)
- 2012: Neustadt an der Orla
- 2013: Breuberg-Neustadt
- 2014: Neustadt (Dosse)
- 2015: Neustadt am Rübenberge
- 2016: Neustadt an der Weinstraße
- 2017: Neustadt bei Coburg
- 2018: Nowe Miasto nad Pilicą (Neumark an der Pilitza)
- 2019: Bad Neustadt an der Saale
- 2020: Neustadt an der Aisch (abgesagt)
- 2021: Neustadt in Holstein (abgesagt)
- 2022: Neustadt/Harz (abgesagt)
- 2023: Neustadt an der Donau
- 2024: Cristian-Neustadt im Burzenland

Als Veranstaltungsorte in den nächsten Jahren sind vorgesehen:
- 2025: Neustadt-Glewe
- 2026: Bergneustadt
- 2027: Echt-Susteren (NL) mit dem Stadtteil Nieuwstadt
- 2028: Neustadt am Kulm
- 2029: Neustadtl an der Donau
- 2030: Neustadt an der Waldnaab

Weitere Tätigkeiten:
- partnerschaftliche Begegnungen von Vereinen und Verbänden
- gegenseitige Besuchsfahrten (bisher etwa 20 Sonderzüge und ungezählte Busreisen)
- Fußballmeisterschaften aller Neustadt-Bahnhöfe
- jährliche Treffen der Feuerwehren aus den Städten und Gemeinden Neustadt
- private Urlaubsfahrten und Kurzreisen von Familien in eine befreundete gleichnamige Stadt
- Zusammenarbeit der Künstler und Hobbykünstler aus den Städten

## Verfassung

### Organisation der Arbeitsgemeinschaft
Neustadt in Europa ist ein freundschaftlicher Verbund ohne Satzung oder Vereinsstatus. Der jährliche Kostenbeitrag für die Mitgliedskommunen beträgt 0,03 € je Einwohner. Vorsitzende ist seit 17. Juni 2012 Petra Bieber, Neustadt-Beauftragte der Stadt Bad Neustadt a.d. Saale. Ihr Vorgänger Hans Schreyegg, der Neustadt-Beauftragte der Stadt Neustadt an der Waldnaab, hatte dieses Amt 30 Jahre ausgeübt und wurde für seine Verdienste von der Bürgermeister-Runde in Neustadt (Orla) zum Ehrenvorsitzenden ernannt.

### Gremien der Arbeitsgemeinschaft
- Die Bürgermeister-Runde, bestehend aus den 36 (Ober-)Bürgermeistern, tagt jährlich unter der Leitung der Vorsitzenden in einer der Mitgliedsstädte. Themen: Wahl des Vorsitzenden, Grundsatzbeschlüsse über künftige Aktivitäten, Genehmigung von Ausgaben, Entlastung der Kassenführung.
- Der Koordinierungsausschuss (Arbeitsausschuss) tagt jährlich unter der Leitung der Vorsitzenden.
- Die Geschäftsstelle „wanderte“ und befindet sich seit 2016 in Neustadt an der Weinstraße. Geschäftsführer ist Martin Franck.

### Mitglieder
Viele Mitgliedsstädte weisen Ähnlichkeiten in ihrer Geschichte auf: Der Stadtname geht meist auf eine Neugründung Mitte des 12. bis Anfang des 13. Jahrhunderts zurück. Dementsprechend waren die Städte früh mit besonderen Rechten ausgestattet worden (Marktrecht, Braurecht, Schankrecht etc.) und hatten damit eine herausgehobene Position im Umland inne. Später wurden viele von ihnen auch Kreisstädte.
Eine heutige Gemeinsamkeit vieler Mitgliedsstädte ist die Lage in bedeutenden Tourismusregionen. Dazu zählen beispielsweise Neustadt in Holstein (an der Ostsee), Titisee-Neustadt (im Hochschwarzwald), Neustadt am Rübenberge (am Steinhuder Meer), Wiener Neustadt (in der Nähe der Thermenregion und des Neusiedler Sees), Bergneustadt (im Oberbergischen Land), Neustadt am Rennsteig (im Thüringer Wald), Neustadt am Kulm und Neustadt an der Waldnaab (im Naturpark Nördlicher Oberpfälzer Wald), Nové Město na Moravě auf der böhmisch-mährischen Hochebene und Neustadt an der Weinstraße (Weinstraße und Pfälzerwald).
Folgende Orte sind Mitglied von „Neustadt in Europa“:
1. Bad Neustadt an der Saale (D)
2. Bergneustadt (D)
3. Breuberg (mit dem Stadtteil Neustadt im Odenwald) (D)
4. Cristian-Neustadt im Burzenland (RO)
5. Echt-Susteren (NL) mit dem Stadtteil Nieuwstadt
6. Neuenstadt am Kocher (D)
7. Neustadt (Dosse) (D)
8. Neustadt (Hessen) (D)
9. Neustadt/Spree (D)
10. Neustadt (Wied) (D)
11. Neustadt/Harz (D)
12. Neustadt/Vogtl. (D)
13. Neustadt/Westerwald (D)
14. Neustadt am Kulm (D)
15. Neustadt am Main (D)
16. Neustadt am Rennsteig (D)
17. Neustadt am Rübenberge (D)
18. Neustadt an der Aisch (D)
19. Neustadt an der Donau (D)
20. Neustadtl an der Donau (A)
21. Neustadt an der Orla (D)
22. Neustadt an der Waldnaab (D)
23. Neustadt an der Weinstraße (D)
24. Neustadt bei Coburg (D)
25. Neustadt (Eichsfeld) (D)
26. Neustadt in Holstein (D)
27. Neustadt in Sachsen (D)
28. Neustadt-Glewe (D)
29. Nové Město na Moravě (CZ) (Neustadtl in Mähren)
30. Nové Město nad Metují (CZ) (Neustadt an der Mettau)
31. Nové Mesto nad Váhom (SK) (Neustadt(l) an der Waag)
32. Nové Město pod Smrkem (CZ) (Neustadt an der Tafelfichte)
33. Nowe Miasto nad Pilicą (PL) (Neumark an der Pilitza)
34. Titisee-Neustadt (D)
35. Waiblingen mit dem Stadtteil Neustadt (D)
36. Wiener Neustadt (A)

Ehemalige Mitglieder:
1. Dunaújváros (H) (Neustadt an der Donau)